# Johann Heinrich Wilhelm Tischbein
Johann Heinrich Wilhelm Tischbein, znany również jako Goethe-Tischbein (ur. 15 lutego 1751 w Haina (Kloster), zm. 26 lutego 1829 w Eutin) – niemiecki malarz. Był on jednym z członków malarskiej rodziny Tischbein oraz uczniem swojego wuja Johanna Jacoba Tischbeina.
Tischbein mieszkał przez pewien czas w Rzymie. W okresie swojego pierwszego pobytu w tym mieście (1779–1781) zmienił styl malarski z rokoko na klasycyzm. Przedstawiał na swoich obrazach krajobrazy, sceny historyczne oraz martwe natury.

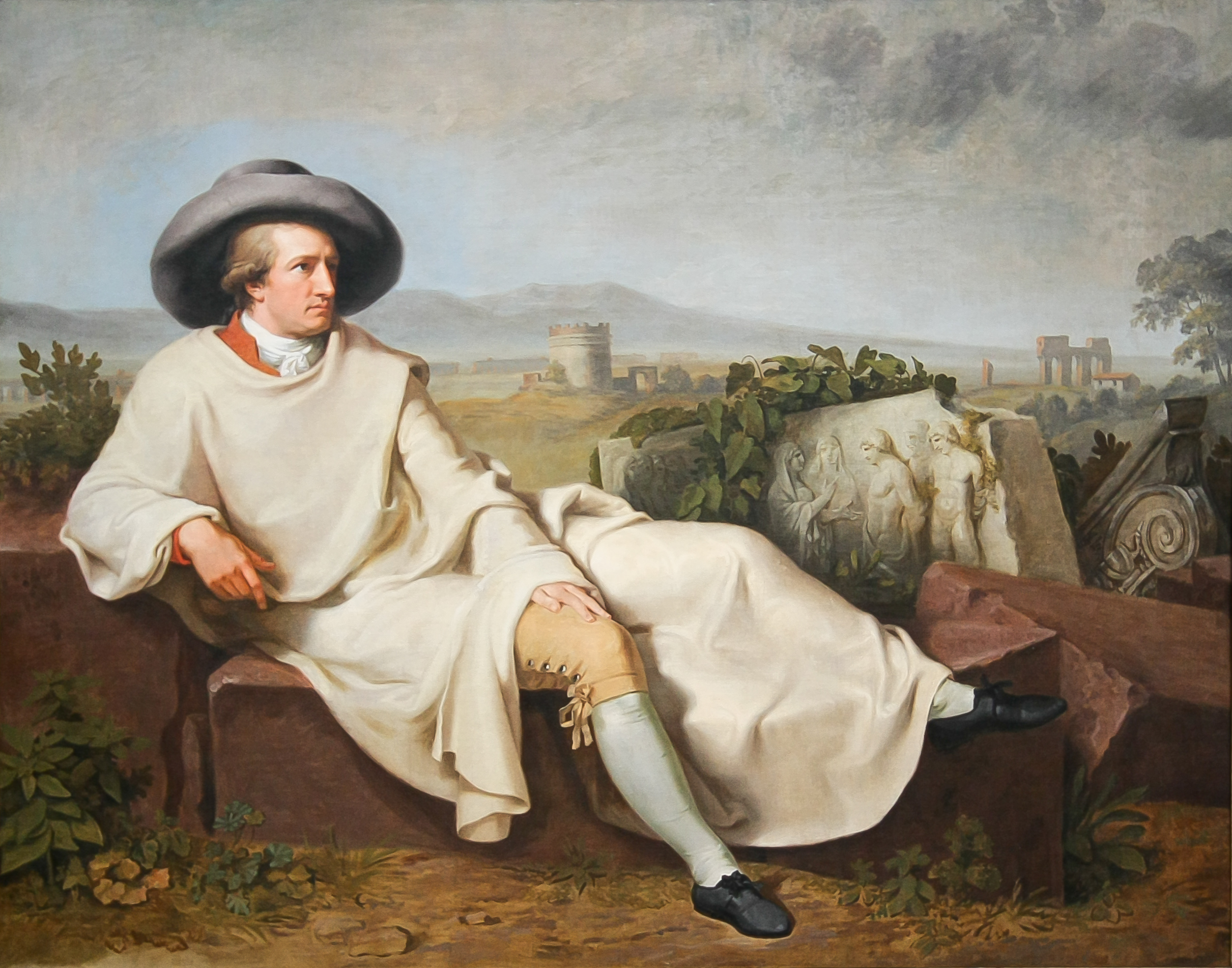
Najsłynniejszy obraz Tischbeina: Goethe w rzymskiej Kampanii, 1787

Jego drugi pobyt w Rzymie trwał 16 lat (1783–1799). Tam w roku 1786 poznał Goethego, którego został przyjacielem i towarzyszył mu do Neapolu w roku 1787. W późniejszym czasie Goethe opisał tę podróż w swojej Italienische Reise. W tym samym roku, Tischbein namalował swój najsłynniejszy obraz – portret Goethego w roli podróżnika w Campagna (obecnie w muzeum Städel we Frankfurcie nad Menem).
Od roku 1808 Tischbein był nadwornym malarzem książęcym w Oldenburgu w północnych Niemczech.